# Lesménils
Lesménils ist eine französische Gemeinde mit 503 Einwohnern (Stand 1. Januar 2022) im Département Meurthe-et-Moselle in der Region Grand Est (vor 2016 Lothringen). Sie gehört zum Arrondissement Nancy und zum Kanton Pont-à-Mousson. 

## Geografie
Lesménils liegt etwa 26 Kilometer nordnordwestlich von Nancy an der Seille, die die Gemeinde im Osten begrenzt. Umgeben wird Lesménils von den Nachbargemeinden Bouxières-sous-Froidmont im Norden, Cheminot im Nordosten und Osten, Morville-sur-Seille im Südosten, Atton im Süden, Mousson im Südwesten sowie Pont-à-Mousson im Westen.
Durch die Gemeinde führt die Autoroute A31.

## Bevölkerungsentwicklung
| Jahr                       | 1962 | 1968 | 1975 | 1982 | 1990 | 1999 | 2006 | 2019 |
| Einwohner                  | 210  | 213  | 270  | 345  | 454  | 471  | 479  | 480  |
| Quellen: Cassini und INSEE |      |      |      |      |      |      |      |      |

## Sehenswürdigkeiten
- Kirche Saint-Denis, 1918 wieder errichtet
- Mehrere Tumuli einer Nekropole, seit 1986 Monument historique

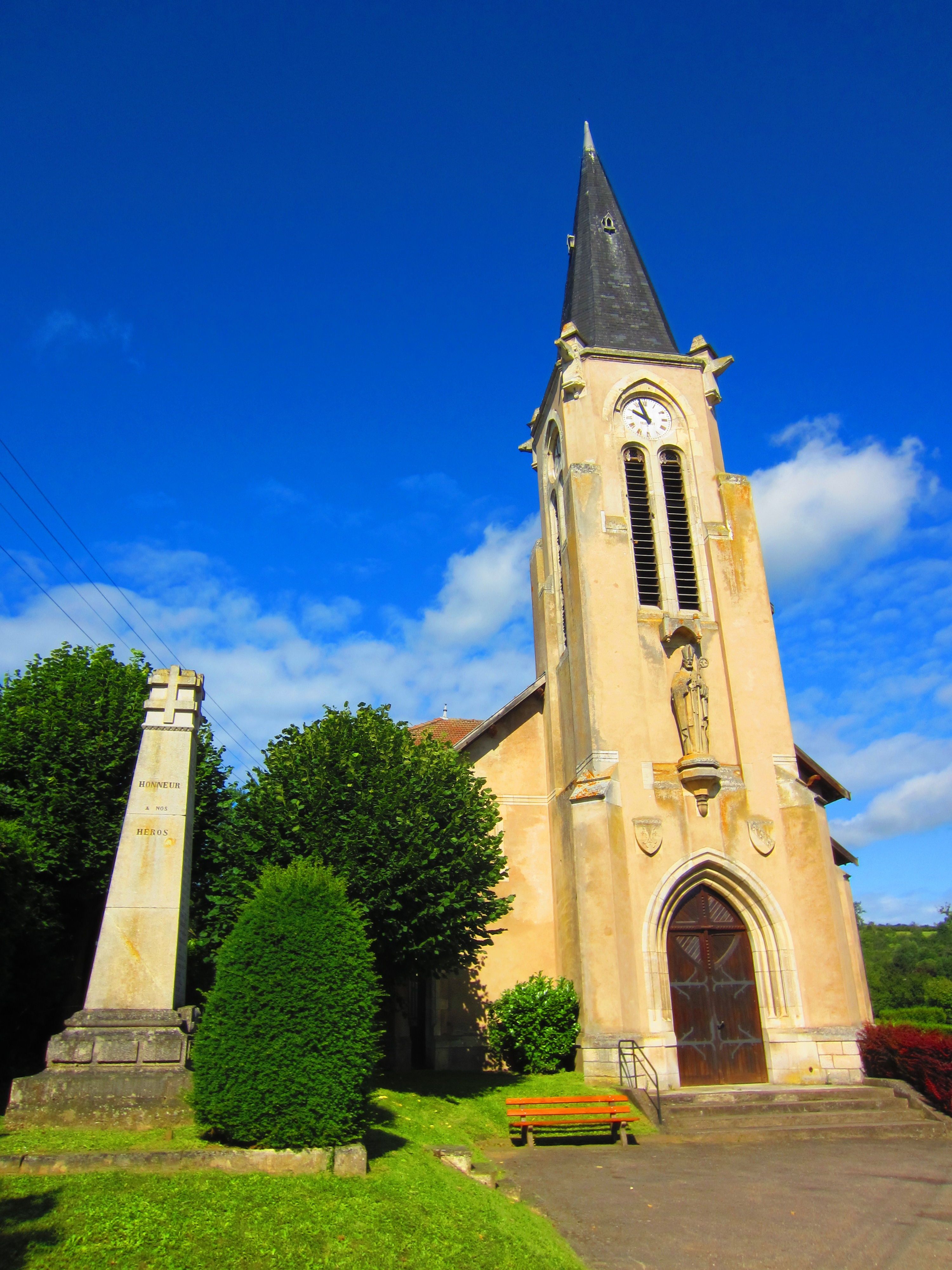
Kirche Saint-Denis

- Reste einer alten Römerstraße